# Liocranum inornatum
Liocranum inornatum és una espècie d'aranya araneomorfa de la família dels liocrànids (Liocranidae). Fou descrita per primera vegada l'any 1882 per L. Koch. És una espècie cavernícola endèmica de Mallorca.
Els mascles mesuren de 4,9 a 5,6 mm i les femelles de 8,0 a 8,6 mm.